# Saltillo Fútbol Club
El Saltillo Fútbol Club es un equipo de fútbol profesional mexicano que disputa sus partidos de local en el Estadio Olímpico de Saltillo, en la ciudad de Saltillo, Coahuila. Fue creado el 24 de julio de 2019 tras la fusión del Atlético Saltillo Soccer y el Saltillo Soccer Fútbol Club para jugar en la Serie A a partir de la Temporada 2019-20 de la Segunda División de México, la Liga Premier.

## Historia

### Atlético Saltillo Soccer
A finales de mayo la Fundación Bernal, dueña de Atlético Allende, equipo de la Tercera División de México, transformó el equipo en Atlético Saltillo con la intención de crear una franquicia que compitiera en Segunda División de México. En busca de tener un proyecto más ambicioso, hicieron una alianza con los dueños de Saltillo Soccer y de esta forma nació el Atlético Saltillo Soccer.

#### Torneo Apertura 2017 Serie B de México
"Los Atléticos" tuvieron su debut el viernes 11 de agosto de 2017 en el Estadio Olímpico de Saltillo recibiendo al Calor de Gómez Palacio, con el partido finalizado a cero goles por bando, empezando a marcar el rumbo de la escuadra saltillense.
El primero gol anotado por el equipo corrió a cargo de Diego Aguirre en la jornada 2, donde el equipo perdió 4-1 en calidad de visitante sobre el Internacional de San Miguel de Allende.
La primera victoria llegó hasta la jornada 3 en calidad de local, venciendo 3-2 al Deportivo Cafessa. A partir de ahí el equipo disputó 7 partidos en "La Fortaleza", logrando una marca de 5 victorias, 2 empates y sin conocer la derrota, sumando un total de 17 de los 21 puntos posibles a sumar.
Después de 13 jornadas "Los Atléticos" lograron el pase a la liguilla del torneo, luego de vencer 0-2 a Constructores de Gómez Palacio en calidad de visitante y sumar 4 puntos para lograr un histórico pase a la liguilla en el torneo debut del equipo.
Cuartos de final
Luego de objetivo cumplido, tuvieron que enfrentar a Tlaxcala Fútbol Club en la primera instancia, equipo que llegaba como el súper líder del torneo. El partido de ida fue disputado en el Estadio Olímpico de Saltillo con marcador de 0-1 a favor de los Tlaxcaltecas, lo que significaba la primera derrota de Atlético Saltillo Soccer en su casa. El partido de vuelta se disputó en el Estadio Tlahuicole con triunfo de los locales 4-2 sobre la escuadra saltillense, dejando el global 5-2 y eliminando a "Los Atléticos".
Aun así, el equipo deja un buen sabor de boca para encarar el siguiente torneo, con la esperanza de subir a la Serie A de México y regalar más alegrías a la ciudad de Saltillo.

#### Torneo Clausura 2018 Serie B de México
Atlético Saltillo Soccer empezó el torneo Clausura el 6 de enero de 2018 visitando al Calor de Gómez Palacio, logrando una victoria de 0-2 y sumar los primeros 4 puntos para colocarse como líder del grupo A.
Al finalizar el torneo, el equipo no tuvo el rendimiento esperado, terminando en último lugar del Grupo 1 con solo 8 unidades.

#### Temporada 2018-2019
Atlético Saltillo empezó con el nuevo formato de competencia en la Segunda División de México de temporada larga, que constó de 30 jornadas. En la primera vuelta el equipo tuvo un bajo rendimiento, cambiando entrenadores constantemente, finalizando la primera parte de la temporada en penúltimo lugar. Para la segunda parte el equipo tuvo repunte extraordinario, terminando la temporada en séptimo lugar con 50 puntos, calificando a la liguilla 3 jornadas antes de finalizar la temporada regular, siendo un serio candidato a ganar la liga por como cerro la temporada.
Cuartos de final
La escuadra Saltillense se enfrentó en la primera instancia al Celaya FC "B", sub-líder de la competencia. El partido de ida se disputó en "La Fortaleza" en Saltillo, con un marcador adverso de 0-1, obligando al Atlético Saltillo buscar la victoria, en combinación con el gol de visitante.
Para el partido de vuelta, celebrado en el Estadio Miguel Alemán, en Celaya, Los Atléticos estaban obligados a anotar 2 goles para avanzar a semifinales. Alexis Carrillo marcó un gol de vestidor (empezando el partido) que le daba esperanza y tiempo para convertir el segundo. Antes de finalizar la primera parte, Celaya anotó el gol del empate, para dejar el marcador global 2-1 a favor de los locales. Pero al minuto 75, Edgar Ríos marca el gol que les daba la ventaja y el pase a la siguiente ronda. En un partido tenso, el global terminó 2-2, dando el pase a Atlético Saltillo por el criterio de "gol de visitante".
Semifinal
Para esta etapa, el equipo recibiría en el partido de ida a Cañoneros Marina en "La Fortaleza", ante una imponente afición que apoyo al equipo de principio a fin. El partido finalizó con empate a un gol, dejando la esperanza viva de llegar a la primera final en la historia del equipo en la categoría.
El partido de vuelta fue celebrado en el Estadio Momoxco, en la Ciudad de México, y el Atlético estaba obligado a buscar la victoria para avanzar a la final. A pesar de tener las jugadas más claras, Atlético Saltillo quedaría eliminado, luego de que el partido finalizara 0-0, con global de 1-1, dando el pase a los Cañoneros bajo el criterio del "gol de visitante".

#### Ascenso aSerie A(Temporada 2019-20)
Para la temporada 2019-2020, la Segunda División sufrió algunos cambios en cuanto a los integrantes en ambas series. Dentro de la Serie A, varios equipos filiales de la Primera División de México retiraron a su equipos de la Serie A, dejando vacantes para aquellos que deseen ingresar a la antesala de la Liga de Ascenso.
El 28 de junio, dentro de la Asamblea de Presidentes de la Liga Premier, celebrado en Puerto Vallarta, se dio la noticia del ingreso del equipo Saltillense a la Serie A, en fusión con Saltillo Soccer F.C., equipo de la Tercera División. Con esto se inició un proceso de cambio, tanto el nombre del equipo y los colores que representan a la capital coahuilense.

### Saltillo SFC
Tras el ascenso del Atlético Saltillo Soccer a la Serie A  en junio de 2019 iniciaron pláticas para la creación de un equipo único en la ciudad de Saltillo que representara a la ciudad en el fútbol profesional, sin embargo, para este objetivo era necesaria la fusión de los dos clubes principales: Atlético Saltillo Soccer y Saltillo Soccer Fútbol Club.
El 24 de julio de 2019 se anunció la creación de un nuevo equipo llamado Saltillo Fútbol Club el cual se creó tras la fusión de las dos escuadras principales de la ciudad. El nuevo equipo utilizará los colores negro, dorado y blanco como propios a partir de la temporada 2019-2020, sin embargo, durante este ciclo futbolístico el equipo fue registrado como Atlético Saltillo Soccer. Tras la presentación del club se anunció el inicio de obras de remodelación del Estadio Olímpico Francisco I. Madero para que este cumpla con los lineamientos de la Segunda División - Serie A.
El 16 de junio de 2023 el equipo presentó una nueva directiva, ahora encabezada por Carlos y Michel Mardones que estuvieron en la temporada pasada con los Tritones Vallarta, y a su vez presentaron al entrenador Omar Arellano.

## Estadio
El Saltillo F. C. disputa sus partidos como local en el Estadio Olímpico de Saltillo, ubicado dentro de la Unidad Deportiva de la ciudad. Su ubicación se encuentra sobre Blvd. Nazario  Ortiz Garza, a un costado del Estadio Francisco I. Madero, casa de los Saraperos de Saltillo, equipo de béisbol profesional.
Es un estadio multiusos, con instalaciones para varias disciplinas, albergando partidos de Fútbol Soccer y Fútbol Americano. Este último siendo también casa de los Dinos, equipo profesional de la LFA.
En junio de 2023 el equipo se trasladó a jugar su partidos en el Estadio Francisco I. Madero debido a obras de reconstrucción del Olímpico, aunque en un principio el club planea que se trate de un traslado temporal hasta que concluyan los trabajos en el campo de fútbol.
Datos importantes
Ubicación: Unidad Deportiva (Blvd. Nazario Ortiz Garza y Calle David Berlanga, colonia Topochico, Saltillo, Coahuila)
Capacidad: 7,000 personas (8,000 para fútbol americano)
Secciones: sombra y sol (en fútbol americano: gradas norte y sur)
Alberga: Segunda División de México, Tercera División de México, Liga de Fútbol Americano Profesional y eventos deportivos locales.
Acontecimientos importantes
- Torneo Verano 2002 Primera División "A" - Final (ida) - Tigrillos Saltillo 4-1 Real San Luis (Global 4-5, San Luis ganó la final)
- LFA Temporada 2018 - Campeonato Divisional Norte - Raptors 21-6 Dinos (Raptors avanzó al Tazón México III)

## Uniformes
Uniforme Local: Camiseta negra con franjas doradas, pantalón y medias negras.
Uniforme Visitante: Camiseta blanca con detalles en dorado, pantalón y medias blancas.

### Uniforme anterior
|  |  |

## Escudo
El escudo del equipo tiene el fondo negro, el nombre de la ciudad en blanco y las letras SFC en color dorado.

## Entrenadores
- Francisco Javier Gamboa (2019-2020)
- Ricardo López Estrada (2020)
- Jair García (2020-2023)
- Omar Arellano (2023)
- Isaac Saldívar (2024-actual)

## Temporadas
| Temporada     | División          | Posición               |
| ------------- | ----------------- | ---------------------- |
| 2019/2020¹    | 3.Segunda Serie A | 9.º. Grupo I           |
| 2020/2021     | 3.Segunda Serie A | 10.º. Grupo I          |
| Apertura 2021 | 3.Segunda Serie A | 3.º. Grupo I (Cuartos) |
| Clausura 2022 | 3.Segunda Serie A | 5.º. Grupo I           |
| Apertura 2022 | 3.Segunda Serie A | 4.º. Grupo II          |
| Clausura 2023 | 3.Segunda Serie A | 3.º. Grupo II          |
| 2023/2024     | 3.Segunda Serie A | 11.º. Grupo I          |

1: Torneo suspendido por pandemia de COVID-19, sin embargo la liga consideró los registros como oficiales y quedaron guardados en las estadísticas.

## Filial
Saltillo Soccer
| Temporada  | División           | Posición                 |
| ---------- | ------------------ | ------------------------ |
| 2017/2018  | 5.Tercera División | 3°. Grupo XII (Octavos)  |
| 2018/2019  | 5.Tercera División | 4.º. Grupo XII (Cuartos) |
| 2019/2020¹ | 5.Tercera División | 6°. Grupo XII            |
| 2020/2021  | 5.Tercera División | En curso                 |

1: Torneo suspendido por pandemia de COVID-19, sin embargo la liga consideró los registros como oficiales y quedaron guardados en las estadísticas.